# Stenoscepa gracilis
Stenoscepa gracilis är en insektsart som först beskrevs av Kevan, D.K.M. 1956.  Stenoscepa gracilis ingår i släktet Stenoscepa och familjen Pyrgomorphidae. Inga underarter finns listade i Catalogue of Life.